# Di sztifmuter
Di sztifmuter (polnisch Macocha) war ein jiddischer Stummfilm in Polen von 1914.

## Hintergründe
Der Film entstand nach dem gleichnamigen jiddischen Bühnenstück von Jacob Gordin.
Der Regisseur Abraham Kamiński besetzte die Hauptrollen mit seiner Frau Esther Rachel Kamińska und seinen Töchtern Ida und Regina, weitere mit Schauspielern seines jiddischen Theaters in Warschau.
Bereits 1911 hatte es eine Verfilmung dieses Stückes in Warschau gegeben.
Der Film ist nicht erhalten.